# Rumeljana Bontjeva
Rumeljana Bontjeva, född den 25 april 1957 i Varna i Bulgarien, är en bulgarisk roddare.
Hon tog OS-brons i scullerfyra i samband med de olympiska roddtävlingarna 1980 i Moskva.